# Broos Ganzeboom

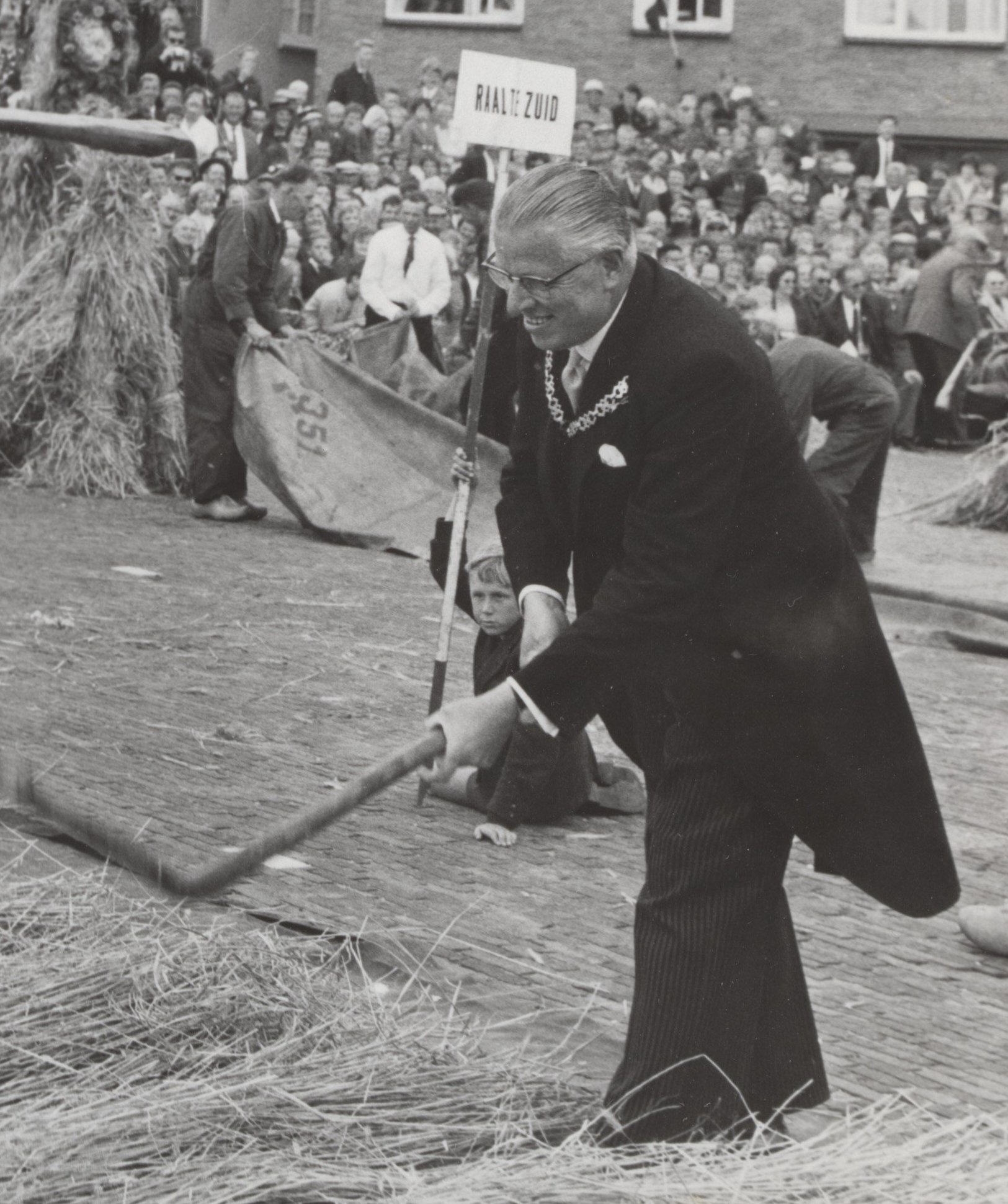
Burgemeester A.J. Ganzeboom tijdens Stöppelhaenefeest (1964)

Ambrosius Johannes (Broos) Ganzeboom (Deventer, 13 april 1906 – 25 april 1990) was een Nederlands politicus van de RKSP en later de KVP.
Hij werd geboren als zoon van Gerhardus Johannes Ganzeboom (1878-1951) en Maria Rosina Theodora Schaars (*1878). Aan het begin van zijn loopbaan was hij net als zijn vader koopman.  In 1939 werd hij verkozen tot lid van de Provinciale Staten van Overijssel en hij is ook in Diepenheim gemeenteraadslid geweest. Op 10 april 1945, kort na de bevrijding, werd Ganzeboom benoemd tot waarnemend burgemeester van Diepenveen en 20 dagen later gaf hij die functie op om waarnemend burgemeester van Raalte te worden. Begin 1947 werd hij daar alsnog benoemd tot burgemeester. In mei 1971 ging Ganzeboom met pensioen en in 1990 overleed hij op 84-jarige leeftijd. In Raalte is naar hem de 'Ganzeboomlaan' vernoemd.